# Aconophora compressa
Aconophora compressa är en insektsart som beskrevs av Walker. Aconophora compressa ingår i släktet Aconophora och familjen hornstritar. Inga underarter finns listade i Catalogue of Life.